# Wachtelturm
Der Wachtelturm ist ein 28 Meter hoher Aussichtsturm auf dem Wachtelberg in Hennickendorf, einem Ortsteil der Gemeinde Rüdersdorf bei Berlin im Landkreis Märkisch-Oderland (Brandenburg). Er ist das Wahrzeichen des Ortsteils und im ehemaligen Gemeindewappen abgebildet. Sein Name leitet sich von seiner historischen Funktion als Wachturm ab.

## Entstehung des Wachtelbergs
Der Barnim wurde in den letzten beiden Phasen der Weichsel-Eiszeit gestaltet. Sowohl der Große Stienitzsee wie auch der Kleine Stienitzsee entstanden als natürliche Senke in einer ehemaligen Schmelzwasserrinne. Dazwischen bildeten sich Erhebungen wie der Wachtelberg oder die Kiesberge am Großen Stienitzsee. Zu einer Zeit, als die Wenden ihre Wanderungen begannen, lag der Wasserstand dieses Sees rund drei bis fünf Meter höher, als es heute der Fall ist. Der Wachtelberg war zu dieser Zeit eine Insel.
Um 1900 fand in der Gegend eine Separation statt. Der Landwirt Schrock erhielt den rund 55,4 Meter hohen Wachtelberg als Entschädigung dafür, dass er sein Recht auf Fischerei abgab. Er bepflanzte den Berg mit Kiefern, Eichen sowie einigen Birken und Pappeln, um aus der Forstwirtschaft Erträge zu erzielen. Wenige Jahre später ging der Berg jedoch für 500 Taler in den Besitz von C. O. Wegener über.

## Geschichte des Turms

Wappen von Hennickendorf

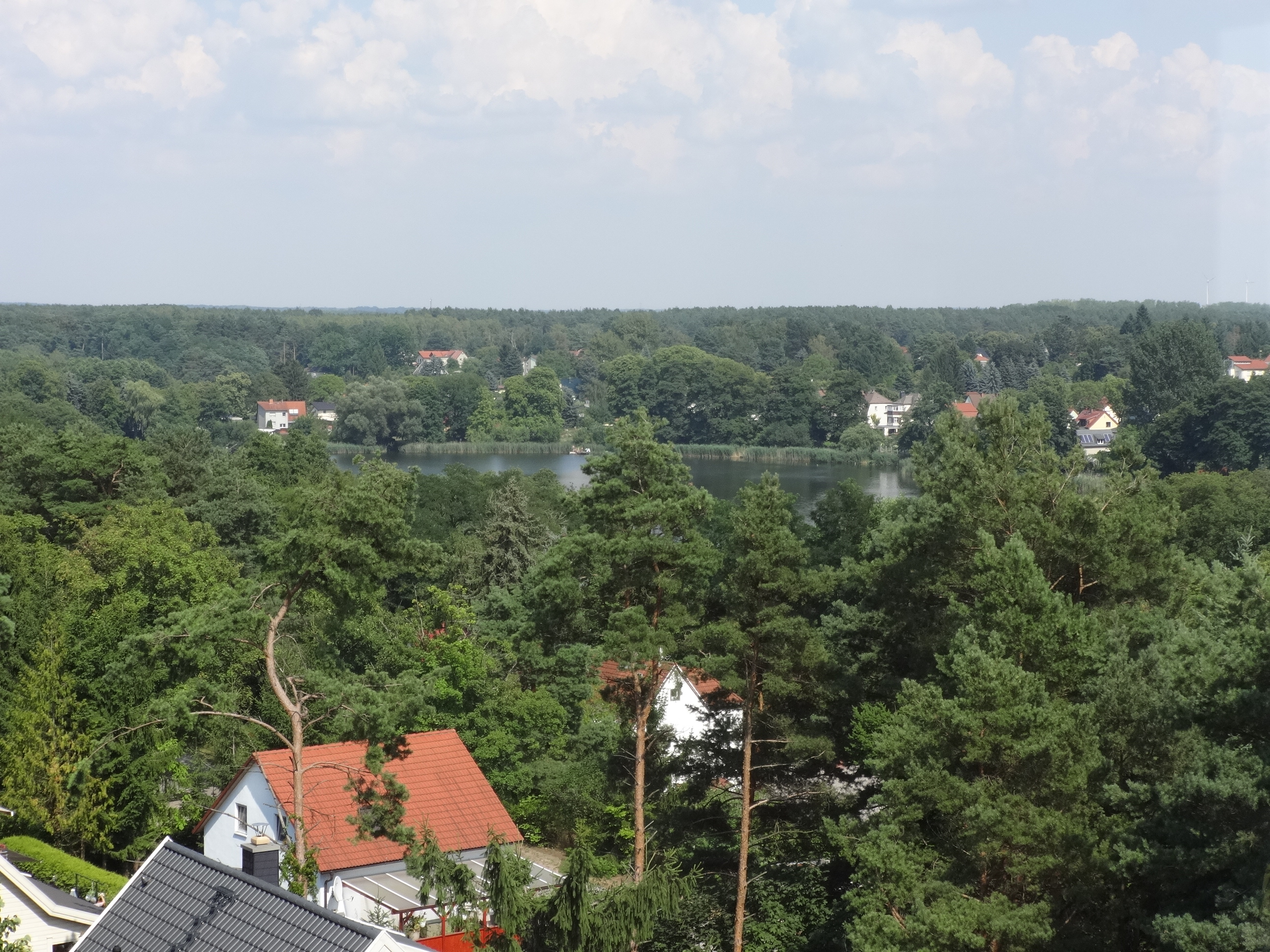
Blick vom Turm in Richtung Kleiner Stienitzsee

In den 1930er Jahren kam in der damals noch selbstständigen Gemeinde der Wunsch auf, einen Wachturm zur Früherkennung von Waldbränden zu erbauen. Auch suchte man eine Möglichkeit, die Feuerwehrschläuche zu trocknen. Zu guter Letzt sollte der neue Turm einen baufälligen Übungsturm der Feuerwehr im Ort ersetzen. Der Berliner Architekt H. Groß legte im Oktober 1937 Pläne für den Bau eines solchen Turms vor. Die Bauaufsichtsbehörde meldete jedoch Bedenken an, da die geplante Höhe des Turms gegen die geltende Verordnung verstieß. Erst eine Intervention beim Regierungspräsidium in Potsdam ermöglichte es der Feuerwehr, eine Schlauchtrocknungsanlage mit einer Höhe von 16 Metern vorzusehen. Weiterhin plante man eine Wasserleitung sowie eine Sickergrube. Die Grundsteinlegung erfolgte am 24. Juli 1938 anlässlich des 30-jährigen Bestehens der Freiwilligen Feuerwehr Hennickendorfs. Unter der Leitung des Maurermeisters Friedrich Henze und des Zimmerermeisters Reinhold Neumann entstand in den Jahren 1938 bis 1940 das Bauwerk auf der Anhöhe der Gemeinde. In der Zeit des Nationalsozialismus nahm man im August 1939 drei Nachträge vor. Sie sahen unter anderem ein Geländer an der Turmspitze, eine Neonbeleuchtung sowie ein Hakenkreuz am Turm vor. Die Abnahme des Rohbaus erfolgte am 12. April 1940. In den darauf folgenden Monaten erfolgte der Ausbau, der nur schleppend voranging. Eine für Mai 1941 geplante Bauabnahme musste mehrfach verschoben werden und geriet offenbar bis 1942 in Vergessenheit. Hinzu kam, dass der Turm im Zweiten Weltkrieg im Jahr 1944 durch eine Brandbombe leicht beschädigt wurde. Nach dem Krieg stand der Turm zunächst leer. Man vermutet in der Gemeinde, dass die Sicherheitsorgane der DDR eine Nutzung als Aussichtsturm verhinderten. Das hinderte die Hennickendorfer jedoch nicht daran, unterhalb des Turms an der Südseite des Wachtelberges Lehm abzubauen. Dies geschah in einem so großen Umfang, dass der Turm einzustürzen drohte und man daher den Abbau bei Strafandrohung untersagte. In den Jahren 1987 und 1988 plante ein Ehepaar, ein Café im Turm einzurichten. Der Bürgermeister der Gemeinde befürwortete das Vorhaben. 75 Lkw brachten Abraum an den Turm, der von einer Feierabendbrigade aufgeschüttet wurde. Zu dieser Zeit entstand auch der im Jahr 2014 noch vorhandene Parkplatz unterhalb des Turms. Die Pläne für das Café wurden jedoch nicht realisiert.
Nach der Wende begann der Heimatverein mit der Rekonstruktion des Gebäudes. 1989 erfolgte die Dachsanierung. 1994 setzte man das Holzfachwerk, das Mauerwerk sowie die Elektroinstallation instand. Der Turm erhielt einen neuen Anstrich sowie eine Blitzschutzanlage. Dabei kamen überwiegend ortsansässige Unternehmen zum Einsatz. Nach der Instandsetzung gelangt man über 96 Stufen zu einer Aussichtsplattform. Den Abschluss der Arbeiten feierte die Gemeinde am 25. Juli 1994 anlässlich des 3. Wachtelbergfestes im Beisein des Bürgermeisters Wolfgang Paschke. Die Kosten für die Instandsetzung beliefen sich auf rund 135.000 DM.
Er wird seit dieser Zeit als Aussichtsturm, für das alljährliche Wachtelbergfest sowie im Advent für ein vorweihnachtliches Singen genutzt. Über die Seen hinaus reicht der Blick in das Naturschutzgebiet Lange Dammwiesen und Unteres Annatal über den Marienberg in Strausberg bis zum Müggelturm. Seit 2012 ist der Turm Bestandteil der 66-Seen-Regionalparkroute.